# Список вулиць Києва (Ж)
Це список вулиць міста Києва, назви яких починаються на літеру Ж.
До списку входять усі урбаноніми Києва, що містяться в офіційному довіднику «Вулиці міста Києва», затвердженому 2015 року, а також у міській інформаційно-аналітичній системі забезпечення містобудівної діяльності (МІАС ЗМД) «Містобудівний кадастр Києва», довіднику «Вулиці Києва» 1995 року та атласі «Київ до кожного будинку». Назви вулиць, які відсутні в офіційному довіднику, подані курсивом. Проєктні вулиці, що мають код у кадастрі, але не мають назв, у списку не наведені.
У списку вулиці подані за алфавітом. Назви вулиць на честь людей відсортовані за прізвищем (якщо прізвище відсутнє — за іменем) і подаються у форматі Прізвище Ім'я і/або Посада. Якщо вулиця названа за цілісним псевдонімом, то сортування відбувається за першою літерою псевдоніма або імені, тобто Бориса Тена подано на літеру Б, Ганни Барвінок — на Г, Дзиґи Вертова — на Д, Івана Багряного — на І, Кузьми Скрябіна — на К, Лесі Українки — на Л, Марка Вовчка, Марка Черемшини, Миколи Хвильового і Мирослава Ірчана — на М, Олени Пчілки і Остапа Вишні — на О, Панаса Мирного — на П, Юрія Клена — на Ю, Якуба Коласа, Яна Райніса, Янки Купали і Януша Корчака — на Я. Вулиці, що мають, окрім назви, порядковий номер, відсортовані за власною назвою, наприклад 2-й Левадний провулок на літеру Л. Вулиця Радгосп «Совки» розміщена на літеру С, вулиця Міста Шалетт — на літеру Ш. Назви вулиць, що починаються на число (окрім вулиць, зазначених вище), записані словами і подані на відповідну літеру (Восьмого Березня, Першого Травня тощо).
Вулиці з назвами «Садова» (в тому числі «номерні») і лінії виділені в окремі списки.
Станом на 1 січня 2023 року в Києві 2833 урбаноніми, з них:
| - 2059 вулиць; - 533 провулки; - 77 ліній; - 59 площ і майданів; | - 32 проспекти; - 22 бульвари; - 15 узвозів; | - 12 проїздів; - 11 шосе; - 5 доріг; | - 3 алеї; - 3 набережних; - 2 тупики. |

Колір фону у списку залежить від типу урбаноніма.
Після списку існуючих вулиць наведено список зниклих вулиць (вулиць, які були ліквідовані або включені до інших вулиць протягом XX—XXI століть), а також список попередніх назв вулиць, починаючи з 1800 року. Назви перейменованих вулиць, що починаються на число (окрім вулиць, зазначених вище), записані словами і подані на відповідну літеру (Третього Інтернаціоналу, Дев'ятого Січня, Дванадцятого Грудня, Двадцять П'ятого Жовтня, Сорокаріччя Жовтня, П'ятдесятиріччя Жовтня, Шістдесятиріччя Жовтня тощо).

## Вулиці міста Києва
| Назва                       | Тип   | Колишні назви                 | Район                                     | Місцевість                           | Рік затв. | Код об'єкта |
| --------------------------- | ----- | ----------------------------- | ----------------------------------------- | ------------------------------------ | --------- | ----------- |
| Жаботинського Володимира    | вул.  | Нова, Муромська               | Шевченківський                            | Дехтярі, Нивки                       | 2022      | 11112       |
| Жабаєва Жамбила             | вул.  | Кузьминська                   | Шевченківський                            | Волейків                             | 2008      | 10517       |
| Жашківська                  | вул.  | Нова                          | Подільський                               | Біличе поле, Замковище               | 1955      | 10518       |
| Ждановича Антіна            | вул.  | Колоскова                     | Солом'янський                             | Жуляни                               | 2019      | 12005       |
| Живописна                   | вул.  | Просіка 5-та                  | Святошинський                             | Святошин                             | 1965      | 10522       |
| Жиленко Ірини               | вул.  | Некрасовська, Новикова-Прибоя | Оболонський                               | Пуща-Водиця                          | 2022      | 11156       |
| Жилянська                   | вул.  | Жаданівського                 | Голосіївський, Печерський, Шевченківський | Паньківщина, Нова Забудова           | 1993      | 10524       |
| Житецьких Сім'ї             | вул.  | Нова 479-та, Можайська        | Солом'янський                             | Олександрівська слобідка, Пронівщина | 2022      | 11080       |
| Житньоторзька               | вул.  |                               | Подільський                               | Поділ                                |           | 12709       |
| Житньоторзька               | площа | Торговище                     | Подільський                               | Поділ                                | 1869      | 10527       |
| Жмеринська                  | вул.  | Нова                          | Святошинський                             | Жовтневе, Микільська Борщагівка      | 1953      | 10529       |
| Жмеринський                 | пров. |                               | Святошинський                             | хутір База                           | 1959      | 10530       |
| Жовтнева                    | вул.  | Катеринівська 2-га Поперечна  | Святошинський                             | Катеринівка                          |           | 10531       |
| Жуків затон                 | вул.  |                               | Голосіївський                             | Коник                                | 2011      | 11993       |
| Жуковського Василя          | вул.  |                               | Голосіївський                             | Голосіїв                             | 1977      | 10536       |
| Жулянська                   | вул.  |                               | Голосіївський                             | Теремки                              | 1962      | 10538       |
| Журавлина                   | вул.  |                               | Солом'янський                             | Жуляни                               | 2015      | 12692       |
| Жураковського Анатолія Отця | вул.  | Радянська                     | Солом'янський                             | Жуляни                               | 2016      | 11412       |

## Зниклі вулиці
| Назва          | Тип   | Район          | Місцевість         | Рік зникнення | Примітка                          |
| -------------- | ----- | -------------- | ------------------ | ------------- | --------------------------------- |
| Жашківський    | пров. | Подільський    | Пріорка, Замковище | 1980-ті       |                                   |
| Жданова        | вул.  |                | Вигурівщина        | 1980-і        |                                   |
| Желябова       | пров. | Жовтневий      | Шулявка            | 1977          | назва з 1957 року                 |
| Житкова        | пров. | Шевченківський | Сирець             | 1971          | назва з 1957 року                 |
| Жмеринська     | вул.  | Подільський    | Куренівка          | 1977          | до 1953 року — 267-ма Нова вулиця |
| Жмеринський    | пров. | Подільський    | Куренівка          | 1977          | до 1953 року — 216-та Нова вулиця |
| Жмеринський    | пров. | Ленінградський | Святошин           | 1978          | назва з 1959 року                 |
| Жовтневий      | пров. |                | Вигурівщина        | 1983          |                                   |
| Жуковоострівна | вул.  | Московський    | Мишоловка (Київ)   | 1977          | до 1944 року — 166-та Нова вулиця |
| Журлива        | вул.  | Подільський    | Вітряні гори       | 1977          |                                   |

## Перейменовані вулиці
| Стара назва                    | Нова назва                            | Район                       | Дата перейменування | Сучасна назва                 |
| ------------------------------ | ------------------------------------- | --------------------------- | ------------------- | ----------------------------- |
| Жаданівського                  | Жилянська                             | Старокиївський, Московський | 1993                | Жилянська                     |
| Жданова                        | Сагайдачного Петра                    | Подільський                 | 1989                | Сагайдачного Петра            |
| Жданова                        | Маслюченко Варвари                    | Дарницький                  | 2016                | Маслюченко Варвари            |
| Жданова пров.                  | Вересковий пров.                      | Дарницький                  | 2015                | Вересковий пров.              |
| Желябова                       | Капніст Марії                         | Шевченківський              | 2018                | Капніст Марії                 |
| Жеребйовський зав.             | Левченко зав. (Левченко Братів пров.) | Подільський                 | 1938                | ліквідовано                   |
| Жертв Революції                | Героїв Революції                      | Печерський                  | 1955                | Трьохсвятительська            |
| Жигулівська                    | Бескидська                            | Голосіївський               | 2022                | Бескидська                    |
| Жилянська                      | Жаданівського                         |                             | 1926                | Жилянська                     |
| Житкова Бориса                 | Малакових Братів                      | Шевченківський              | 2022                | Малакових Братів              |
| Житлова                        | Бендукідзе Кахи                       | Печерський                  | 2015                | Бендукідзе Кахи               |
| Житлова 1                      | Княжий Затон                          | Харківський                 | 1993                | Княжий Затон                  |
| Житлова 2                      | Срібнокільска                         | Харківський                 | 1993                | Срібнокільська                |
| Житлова 3                      | Урлівська                             | Харківський                 | 1993                | Урлівська                     |
| Житомирська (част.)            | Львівська                             | Старокиївська частина       | 1869                | Січових Стрільців             |
| Житомирська (част.)            | Велика Житомирська                    | Старокиївська частина       | 1870-ті             | Велика Житомирська            |
| Житомирська (част.)            | Мала Житомирська                      | Старокиївська частина       | 1870-ті             | Мала Житомирська              |
| Житомирська (2-га)             | Кочерги                               | Дарницький                  | 1955                | Кочерги Івана                 |
| Житомирське шосе 17 км (част.) | Бударіна                              | Ленінградський              | 1984                | Українського відродження      |
| Житомирське шосе 19 км         | Оборони Києва                         | Святошинський               | 2015                | Оборони Києва                 |
| Жмаченка Генерала              | Романа Мстиславича Князя              | Дніпровський                | 2022                | Романа Мстиславича Князя      |
| Жовтнева                       | Романюка Володимира Патріарха         | Святошинський               | 2016                | Романюка Володимира Патріарха |
| Жовтнева (2-га)                | Білокринична                          | Дарницький                  | 1955                | ліквідовано                   |
| Жовтнева (3-тя)                | Любарська                             | Дарницький                  | 1955                | Любарська                     |
| Жовтнева пл.                   | Верховної Ради УРСР пл.               | Кіровський                  | 1940-ві             | Конституції                   |
| Жовтневий                      | Сиванівський                          | Святошинський               | 2022                | Сиванівський                  |
| Жовтневої Революції            | Інститутська                          | Старокиївський, Печерський  | 1993                | Інститутська                  |
| Жовтневої Революції            | Інститутська                          | Старокиївський, Печерський  | 1993                | Героїв Небесної Сотні алея    |
| Жовтневої Революції (2-га)     | Дрогобицька                           | Жовтневий                   | 1955                | Патріарха Володимира Романюка |
| Жовтневої Революції пл.        | Незалежності майдан                   | Шевченківський              | 1991                | Незалежності майдан           |
| Жолудєва                       | Махова Олександра                     | Святошинський               | 2022                | Махова Олександра             |
| Жореса ім.                     | Ірининська вулиця                     | Ленінський                  | 1944                | Ірининська                    |
| Жукова Маршала                 | Кубанської України                    | Деснянський                 | 2018                | Кубанської України            |
| Жуковського                    | Жуковського Василя                    | Московський                 | 1977                | Жуковського Василя            |
| Жуковського пров.              | Жуковського Василя пров.              | Московський                 | 1977                | Ященка Леопольда пров.        |
| Жуковського Василя пров.       | Ященка Леопольда пров.                | Голосіївський               | 2022                | Ященка Леопольда пров.        |
| Жулянська                      | Жуковського Василя                    | Московський                 | 1962                | ліквідовано                   |
| Жулянська                      | Коротка                               | Московський                 | 1977                | Максимовича Михайла           |
| Жулянська                      | Трутенка                              | Московський                 | 1990                | Максимовича Михайла           |